# Jean-Sébastien Giguère
Jean-Sébastien Giguère (* 16. května 1977, Montréal, Québec, Kanada) je bývalý kanadský hokejový brankář hrající v letech 1996 – 2014 severoamerické lize NHL.

## Kariéra

### Začátky v NHL
Giguere byl vychován v juniorské lize Quebec Major Junior Hockey League, ze které byl draftován do NHL v roce 1995 Hartfordem Whalers v 1. kole na celkově 13. místě. Během jeho čtyřleté kariéry v QMJHL, byl jednou jmenován do 2. All-Star Týmu. V NHL debutoval sezónou 1996-97, ve které nastoupil za Hartford v osmi zápasech.
25. srpna 1997 byl vyměněn společně s útočníkem Andrewem Casselsem do Calgary Flames, za útočníka Garyho Robertse a brankáře Trevora Kidda. Celou sezónu 1997-98 hrál v nižší lize AHL za Saint John Flames. Giguère strávil v organizaci Calgary Flames 3 sezóny, během kterých nastoupil v 15 a 7 zápasech v sezónách 1998-99 a 1999-00. Většinu času však trávil ve farmářském týmu v Saint John.

### Mighty Ducks of Anaheim / Anaheim Ducks
10. června 2000 byl Giguère vyměněn Do klubu Mighty Ducks of Anaheim za výběr ve 2. kole vstupního draftu 2000 (výběr byl později vyměněn do Washingtonu Capitals a ten si vybral Matta Pettingera). Sezónu 2000-01 začal na farmě Anaheimu v týmu Cincinnati Mighty Ducks v lize AHL. Později byl povolán do NHL a vystřídal Dominica Roussela na pozici záložního brankáře za jedničkou Guy Hebertem. Vzhledem k nízkému počtu odchytaných zápasů za Calgary Flames a Hartford Whalers byla tato sezóna kvalifikována jako jeho nováčkovská.
17. srpna 2001 prodloužil s Anaheimem smlouvu. Giguere se v sezóně 2001-02 nadále zlepšoval a sehrál svojí první sezónu v roli prvního brankáře týmu. V sezóně 2002-03 si vytvořil nový osobní rekord s osmi vychytanými čistými konty.

### Playoff NHL 2003
V sezóně 2002-03 nastoupil Giguère poprvé v playoff NHL, když v základní části skončili na 7. místě v západní konferenci. V playoff pomohl Giguère svému týmu až do finále Stanley Cupu, když v prvním kole vyřadili favority a druhý tým základní části - Detroit Red Wings. Giguère hned v prvním zápase překonal rekord prvního zápasu playoff NHL s 63 chycenými střelami při vítězství 2:1 ve třetím prodloužení a překonal tak do té doby rekord 61 zásahů Jiřího Crhy v dresu Toronta Maple Leafs. Tento rekord později překonal Roberto Luongo v týmu Vancouveru Canucks, který chytil 72 střel. Poté, co porazili Red Wings ve 4 zápasech, byl Giguère vyhlášen nejlepším hráčem série. Poté Mighty Ducks hráli s Dallasem Stars. Ve 4. zápase této série zaznamenal své první čisté konto v playoff, když chytil všech 28 střel soupeře. Mighty Ducks nakonec vyřadili Stars v 6 zápasech. Poté čelili ve finále západní konference Minnesotě Wild. V celé této sérii obdržel pouhý jeden gól a vytvořil nový rekord, když udržel čisté konto 217 minut a 54 sekund v řadě. Tento rekord byl v roce 2006 překonán Iljou Bryzgalovem. V boji o Stanley Cup byl klub Mighty Ducks zastaven ve finále týmem New Jersey Devils, se kterým Anaheim prohrál v sedmizápasové sérii. Giguère se stal teprve pátým hráčem historie NHL, který vyhrál Conn Smythe Trophy pro nejlepšího hráče playoff a byl přitom součástí poraženého týmu (poslední komu se to povedlo byl v roce 1987 brankář Ron Hextall). Společně s touto trofejí získal ještě ESPY Award, kterou před ním získal pouze jediný brankář a byl jím Dominik Hašek.

### Po Conn Smythe Trophy
Giguère po sezóně prodloužil s Anaheimem smlouvu o 4 roky. Nicméně se mu v sezóně 2003-04 přestalo dařit a tým nepostoupil do playoff. V sezóně 2004-05, kdy byla v NHL výluka hrál Giguère v Evropě za německý Hamburg Freezers.
V sezóně 2005-06 se Giguère vrátil k Mighty Ducks s lepší formou a dostal se s týmem do playoff, ve kterém se dostali až do finále západní konference, kdy ale byli poraženi Edmontonem Oilers. Giguère v tomto playoff nastoupil pouze v šesti zápasech, kvůli zranění, které si přivodil v prvním kole s Calgary Flames a jeho pozici týmové jedničky převzal Ilja Bryzgalov.
Poslední sezónu ve které byl smluvně vázán k Anaheimu (2006-07) se vrátil do role prvního brankáře týmu a vytvořil si osobní rekord 36 vítězství v 56 zápasech. Před playoff se mu a jeho manželce narodil syn Maxime-Oliver. Giguère kvůli tomu vynechal poslední tři zápasy základní části a stejně tak první tři zápasy playoff v sérii s Minnesotou Wild. Po tuto dobu jej zastupoval Ilja Bryzgalov. Minnesotu porazili a poté vyřadili i Vancouver Canucks. Giguère vyhrál s klubem svůj první Stanley Cup, když 6. června 2007 definitivně vyřadili Ottawu Senators.
21. června 2007 podepsal Giguère s Ducks několikaletý kontrakt. V sezóně 2007-08 měl v základní části dobré výsledky, ale v playoff vypadl s klubem už v prvním kole s Dallasem Stars.
V sezóně 2008-09 Giguèrova výkonnost klesla a o počet zápasů se pravidelně střídal se svým spoluhráčem Jonasem Hillerem. To neodradilo fanoušky, aby jej zvolili do NHL All-Star Game 2009, který se hrál v jeho rodném Montréalu. Díky tomu, že měl Hiller v základní části lepší statistiky, tak byl v playoff nasazen jako první brankář týmu. V playoff nastoupil Giguère pouze ve třetí třetině 4. zápasu ve druhém kole, ve kterém byli vyřazeni Detroitem Red Wings.
Giguère si 24. října 2009 natáhl třísla a poté co Hiller předváděl dobré výsledky, tak Giguère řekl pro novináře L.A. Daily News, že by raději odešel, než aby byl v pozici náhradního brankáře. Poté, co ztratil pozici prvního brankáře na úkor Hillera, tak své první vítězství v sezóně 2009-10 zaznamenal až 23. listopadu 2009, při výhře 3:2 po nájezdech s Calgary Flames.

### Toronto Maple Leafs
Giguère byl 31. ledna 2010 vyměněn do Toronta Maple Leafs za brankáře Vesu Toskalu a útočníka Jasona Blaka. 2. února 2010 hrál za Toronto poprvé a hned vychytal čisté konto, když pochytal všech 30 střel New Jersey Devils. Hned v dalším zápase 6. února 2010 s Ottawou Senators vychytal další čisté konto a díky tomu byl vyhlášen hvězdou prvního týdne v únoru 2010.

## Osobní
Giguère a jeho manželka Kristen mají dva syny: Maxime-Oliviera a Luku.
Jeho synovcem je hokejový obránce Cam Lee.
Giguère trpí vzácnou chorobou, která způsobuje, že se mu při pití tekutin dostává do žaludku příliš mnoho vzduchu. Výsledkem toho je, že jeho tělo má potíže s absorbováním tekutin a tím může docházet k závažné dehydrataci organismu, což se stalo v sezóně 1997-98, kdy musel být v zápase AHL převezen do nemocnice. Na tento problém přišel tým lékařů v Calgary.

## Individuální úspěchy
- QMJHL 2. All-Star Team - 1996-97
- AHL All-Rookie Team - 1997-98
- Harry "Hap" Holmes Memorial Award - 1997-98
- Conn Smythe Trophy - 2002-03

## Týmové úspěchy
- Clarence S. Campbell Bowl - 2002-03, 2006-07
- Zlatá medaile na MS - 2004
- Stanley Cup - 2006-07

## Prvenství
- Debut v NHL - 12. prosince 1996 (Philadelphia Flyers proti Hartford Whalers)
- První inkasovaný gól v NHL - 12. prosince 1996 (Philadelphia Flyers proti Hartford Whalers, kanadským útočníkem Pat Falloon)
- První vychytaná nula v NHL - 21. února 2001 (Anaheim Ducks proti San Jose Sharks)

## Statistiky

### Základní části
| Sezona       | Tým                     | Liga         | Z   | V   | P   | R  | Pvp | MIN    | OG   | ČK | POG  | %ChS |
| ------------ | ----------------------- | ------------ | --- | --- | --- | -- | --- | ------ | ---- | -- | ---- | ---- |
| 1992–93      | Laval-Laurentides       | QMAAA        | 27  | 12  | 11  | 2  | —   | 1498   | 76   | 0  | 3.04 | —    |
| 1993–94      | Verdun Collège Français | QMJHL        | 26  | 13  | 7   | 2  | —   | 1288   | 69   | 1  | 3.21 | .878 |
| 1994–95      | Halifax Mooseheads      | QMJHL        | 47  | 14  | 27  | 5  | —   | 2755   | 181  | 2  | 3.94 | .889 |
| 1995–96      | Halifax Mooseheads      | QMJHL        | 55  | 26  | 23  | 2  | —   | 3230   | 185  | 1  | 3.44 | .894 |
| 1996–97      | Hartford Whalers        | NHL          | 8   | 1   | 4   | 0  | —   | 394    | 24   | 0  | 3.65 | .881 |
| 1996–97      | Halifax Mooseheads      | QMJHL        | 50  | 28  | 19  | 3  | —   | 3014   | 170  | 2  | 3.38 | .902 |
| 1997–98      | Saint John Flames       | AHL          | 31  | 16  | 10  | 3  | —   | 1758   | 72   | 2  | 2.46 | .926 |
| 1998–99      | Calgary Flames          | NHL          | 15  | 6   | 7   | 1  | —   | 860    | 46   | 0  | 3.21 | .897 |
| 1998–99      | Saint John Flames       | AHL          | 39  | 18  | 16  | 3  | —   | 2145   | 123  | 3  | 3.44 | .905 |
| 1999–00      | Calgary Flames          | NHL          | 7   | 1   | 3   | 1  | —   | 330    | 15   | 0  | 2.73 | .914 |
| 1999–00      | Saint John Flames       | AHL          | 41  | 17  | 17  | 3  | —   | 2243   | 114  | 0  | 3.05 | .897 |
| 2000–01      | Mighty Ducks of Anaheim | NHL          | 34  | 11  | 17  | 5  | —   | 2031   | 87   | 4  | 2.57 | .911 |
| 2000–01      | Cincinnati Mighty Ducks | AHL          | 23  | 12  | 7   | 2  | —   | 1306   | 53   | 0  | 2.43 | .917 |
| 2001–02      | Mighty Ducks of Anaheim | NHL          | 53  | 20  | 25  | 6  | —   | 3127   | 111  | 4  | 2.13 | .920 |
| 2002–03      | Mighty Ducks of Anaheim | NHL          | 65  | 34  | 22  | 6  | —   | 3775   | 145  | 8  | 2.30 | .920 |
| 2003–04      | Mighty Ducks of Anaheim | NHL          | 55  | 17  | 31  | 6  | —   | 3210   | 140  | 3  | 2.62 | .914 |
| 2004–05      | Hamburg Freezers        | DEL          | 6   | —   | —   | —  | —   | 301    | 12   | 0  | 2.39 | .925 |
| 2005–06      | Mighty Ducks of Anaheim | NHL          | 60  | 30  | 15  | —  | 11  | 3381   | 150  | 2  | 2.66 | .911 |
| 2006–07      | Anaheim Ducks           | NHL          | 56  | 36  | 10  | —  | 8   | 3245   | 122  | 4  | 2.26 | .918 |
| 2007–08      | Anaheim Ducks           | NHL          | 58  | 35  | 17  | —  | 6   | 3310   | 117  | 4  | 2.12 | .922 |
| 2008–09      | Anaheim Ducks           | NHL          | 46  | 19  | 18  | —  | 6   | 2458   | 127  | 2  | 3.10 | .900 |
| 2009–10      | Anaheim Ducks           | NHL          | 20  | 4   | 8   | —  | 5   | 1108   | 58   | 1  | 3.14 | .900 |
| 2009–10      | Toronto Maple Leafs     | NHL          | 15  | 6   | 7   | —  | 2   | 915    | 38   | 2  | 2.49 | .916 |
| 2010–11      | Toronto Maple Leafs     | NHL          | 33  | 11  | 11  | —  | 4   | 1633   | 78   | 0  | 2.87 | .900 |
| 2011–12      | Colorado Avalanche      | NHL          | 32  | 15  | 11  | —  | 3   | 1820   | 69   | 2  | 2.27 | .919 |
| 2012–13      | Colorado Avalanche      | NHL          | 18  | 5   | 4   | —  | 4   | 908    | 43   | 0  | 2.84 | .908 |
| 2013–14      | Colorado Avalanche      | NHL          | 22  | 11  | 6   | —  | 1   | 1212   | 53   | 2  | 2.62 | .913 |
| Celkem v NHL | Celkem v NHL            | Celkem v NHL | 597 | 262 | 216 | 25 | 50  | 33,717 | 1423 | 38 | 2.53 | .913 |

### Play-off
| Sezona       | Tým                     | Liga         | Z  | V  | P  | MIN  | OG  | ČK | POG  | %ChS  |
| ------------ | ----------------------- | ------------ | -- | -- | -- | ---- | --- | -- | ---- | ----- |
| 1992–93      | Laval-Laurentides       | QMAAA        | 12 | 6  | 5  | 654  | 38  | 0  | 3.49 | —     |
| 1993–94      | Verdun Collège Français | QMJHL        | 1  | 0  | 0  | 29   | 2   | 0  | 4.14 | .889  |
| 1994–95      | Halifax Mooseheads      | QMJHL        | 7  | 3  | 4  | 417  | 17  | 1  | 2.45 | .934  |
| 1995–96      | Halifax Mooseheads      | QMJHL        | 6  | 1  | 5  | 354  | 24  | 0  | 4.07 | .874  |
| 1996–97      | Halifax Mooseheads      | QMJHL        | 16 | 9  | 7  | 954  | 58  | 0  | 3.65 | .899  |
| 1997–98      | Saint John Flames       | AHL          | 10 | 5  | 3  | 536  | 27  | 0  | 3.02 | .897  |
| 1998–99      | Saint John Flames       | AHL          | 7  | 3  | 2  | 304  | 21  | 0  | 4.14 | .859  |
| 1999–00      | Saint John Flames       | AHL          | 3  | 0  | 3  | 178  | 9   | 0  | 3.03 | .880  |
| 2002–03      | Mighty Ducks of Anaheim | NHL          | 21 | 15 | 6  | 1407 | 38  | 5  | 1.62 | .945  |
| 2004–05      | Hamburg Freezers        | DEL          | 2  | 0  | 2  | 100  | 7   | 0  | 4.20 | .881  |
| 2005–06      | Mighty Ducks of Anaheim | NHL          | 6  | 3  | 3  | 318  | 18  | 0  | 3.40 | .864  |
| 2006–07      | Anaheim Ducks           | NHL          | 18 | 13 | 4  | 1067 | 35  | 1  | 1.97 | .922  |
| 2007–08      | Anaheim Ducks           | NHL          | 6  | 2  | 4  | 358  | 19  | 0  | 3.18 | .898  |
| 2008–09      | Anaheim Ducks           | NHL          | 1  | 0  | 0  | 17   | 0   | 0  | 0.00 | 1.000 |
| Celkem v NHL | Celkem v NHL            | Celkem v NHL | 52 | 33 | 17 | 3167 | 110 | 6  | 2.08 | .925  |

### Reprezentace
| Rok                       | Tým                       | Soutěž                    | Z | V | P | R | MIN | OG | ČK | POG  | %ChS |
| ------------------------- | ------------------------- | ------------------------- | - | - | - | - | --- | -- | -- | ---- | ---- |
| 2001                      | Kanada                    | MS                        | 0 | — | — | — | —   | —  | —  | —    | —    |
| 2002                      | Kanada                    | MS                        | 5 | 3 | 1 | 0 | 254 | 8  | 0  | 1.89 | .921 |
| 2004                      | Kanada                    | MS                        | 2 | 2 | 0 | 0 | 120 | 1  | 1  | 0.50 | .975 |
| Seniorská kariéra celkově | Seniorská kariéra celkově | Seniorská kariéra celkově | 7 | 5 | 1 | 0 | 374 | 9  | 1  | 1.44 | —    |